# Simon Laschitzer
Simon Laschitzer (* 5. Juni 1848 in Unterbruckendorf; † 10. September 1908 in Wien) war ein österreichischer Bibliothekar und Historiker.

## Leben
Er studierte ab 1870 Geschichte an der Universität Wien, hörte aber auch geographische, germanistische, philosophische und vor allem auch kunsthistorische Vorlesungen. Von 1873 bis 1875 absolvierte er als erster Kärntner den Ausbildungskurs am Institut für Österreichische Geschichtsforschung und trat als ständiger Mitarbeiter in die Wiener Diplomata Abteilung der Monumenta Germaniae Historica ein. Ab 1876 als Offizial in der grafischen Sammlung der Albertina tätig, wurde er 1888 Kustos und Vorstand der Klagenfurter Studienbibliothek, 1898 Bibliothekar an der Akademie der bildenden Künste Wien.

## Schriften (Auswahl)
- Hg.: Die Genealogie des Kaisers Maximilian I. Wien 1888.
- Hg.: Der Theuerdank. Durch photolithographische Hochätzung hergestellte Facsimile-Reproduction nach der ersten Auflage vom Jahre 1517. Wien 1888.